# OneShot (trò chơi điện tử)
OneShot là một trò chơi điện tử độc lập thuộc thể loại phiêu lưu, được phát triển bởi Little Cat Feet và phát hành bởi Degica. Bối cảnh trong game đều xoay quanh yếu tố hư cấu, người chơi điều khiển một nhân vật tên "Niko" và phải đặt một quả mặt trời trên đỉnh tòa tháp để hoàn thành game. Trò chơi dựa trên bản miễn phí năm 2014 để phát hành bản khác cho Steam vào ngày 8 tháng 12 năm 2016.

## Trong trò chơi
OneShot sử dụng góc nhìn từ trên-xuống, người chơi sẽ điều khiển một đứa trẻ tên "Niko" và không thể biết rõ giới tính của nhân vật này là gì. Trò chơi mang phong cách nhập vai, Niko được chơi còn người chơi chỉ riêng lẻ.
Niko được đặt ở một thế giới thiếu ánh sáng của mặt trời. Đa số cơ chế của trò chơi là dùng các vật thẩm thu được để giải các câu đố và hoàn thành nhiệm vụ, người chơi có thể ghép hai vật phẩm lại với nhau để tạo vật phẩm mới hoặc dùng chúng để mở khóa những nơi mới. Không chỉ tương tác trong game mà thậm chí còn nằm ở ngoài, trò chơi có thể tự tạo một file trong Document của máy tính, để coi như là một lời gợi ý cho biết phải làm gì tiếp.

## Cốt truyện
Niko, một nhân vật không được định dạng rõ là người, sẽ giống hơn là một loài mèo, ban đầu thức dậy trong một căn phòng tối. Trò chơi được thiết lập để nhận thấy rằng người chơi ở đây, họ chính là một đấng tối cao. Trong khi đó, Niko là vị cứu tinh của thế giới thiếu ánh sáng, và người chơi có nhiệm vụ phải dẫn dắt nhân vật này trong game. Người chơi có thể tương tác với một chiếc máy tính kế bên giường ngủ ở đầu game, nó sử dụng thành công yếu tố "phá vỡ bức tường thứ tư" bằng cách nói tên thật của họ ra trong khi mà họ chưa hề đặt tên mình vào game. Theo lời của nhà làm game, trò chơi này là "một thế giới biết đến sự tồn tại của người chơi". Bằng cách giúp Niko vượt qua mọi nơi hoặc nói chuyện với chính Niko, quyết định những lựa chọn, giải nhiều câu đố, gặp gỡ những NPC và tiếp thu với môi trường xung quanh, người chơi có thể đạt đến phần cuối game, và phải lên đỉnh một tòa tháp để đặt quả bóng đèn (được xem như là mặt trời) trên tay xuống nhằm thắp lại ánh sáng cho thế giới tối tăm này.

## Phát triển
Trò chơi được dùng phần mềm miễn phí RPG Maker để phát triển, một bản miễn phí của game được phát hành vào ngày 30 tháng 6 năm 2014 và 2 năm sau đó với một bản khác hơn được phát hành vào ngày 8 tháng 9 năm 2016. Đồ họa đều kết hợp giữa chút ánh sáng và đầy bóng tối, đa số tất cả bản nhạc được soạn sau khi thiết kế xong xuôi. Trò chơi cũng được truyền cảm hứng từ vài tựa game khác để tạo nên như The Legend of Zelda, Hyper Light Drifter, The Little Prince với một số chi tiết về mảng kinh dị từ Yume Nikki, còn về phần "liên kết được với người chơi bên ngoài" là trong Metal Gear Solid  theo một nhân vật.

## Đón nhận
Oneshot đã nhận được rất nhiều lời đánh giá tích cực. John Walker bên Rocket, Paper, Shotgun nhận xét trò chơi rất hấp dẫn, lôi cuốn, thiết kế thông minh.